# Бранимир Бабарогић
Бранимир Бабарогић (Пећ, 7. март 1951 — Београд, 15. јул 2018) био је српски фудбалски голман и један од најбољих фудбалских судија Југославије.

## Каријера
Бабарогић је био члан омладинског погона Црвене звезде, за коју је бранио од 1970—1974. године. Касније је бранио и за Смедерево, Вождовац и Земун и Обилић.
Након што је окончао каријеру голмана, постао је фудбалски судија, а средином деведесетих година прошлог века био је најбољи српски судија, члан Фифе, седам година међународни судија, правду је делио на осам вечитих дербија, а на седам био помоћни судија. Као судија, дебитовао је на 100. вечитом дербију.
Касније је био комесар за безбедност, а након завршетка судијске каријере, обављао је функцију комесара за суђење и био први човек Заједнице Суперлиге. Био је дугогодишњи члан ИО Црвене звезде.

## Смрт
Преминуо је у јутарњим часовима на имању у Гроцкој у Београду, 15. јула 2018. године у 67. години живота. Сахрањен је 18. јула на Новом гробљу у Београду.